# Boisset-lès-Montrond
Boisset-lès-Montrond este o comună în departamentul Loire din sud-estul Franței. În 2009 avea o populație de 1.068 de locuitori.

## Evoluția populației
| An        | 1975 | 1982 | 1990 | 1999 | 2006  | 2009  |
| --------- | ---- | ---- | ---- | ---- | ----- | ----- |
| Populație | 523  | 633  | 670  | 828  | 1.006 | 1.068 |